# Anna Margolin
Anna Margolin (geboren als Rosa Harning Lebensboim 21. Januar 1887 in Brest, Russisches Kaiserreich; gestorben 29. Juni 1952 in New York City) war eine US-amerikanische Schriftstellerin in jiddischer Sprache. 

Rosa Lebensboim (Fotograf und Datum unbekannt)

## Leben
Rosa Lebensboim war eine Tochter des Menachem Lebensboim und der Dvoyre Leye Rosenblum. Nachdem die Ehe der Eltern geschieden wurde, wohnte sie mit ihrem Vater in Königsberg in Preußen, in Odessa, wo sie ein Gymnasium besuchte, und in Warschau. 
Sie wanderte 1906 in die USA aus. In New York stieß sie zu einem Zirkel jüdischer Intellektueller um den Jiddischisten Chaim Schitlowsky, für den sie als Sekretärin und eine Zeit als Lebensgefährtin wirkte. Ab 1909 schrieb sie Erzählungen und benutzte dafür verschiedene Pseudonyme. Als sie wieder in Europa war, traf sie in Warschau den Schriftsteller Moshe Stavski, sie heirateten, zogen nach Palästina, wo 1911 in Tel-Aviv ihr Sohn Naaman Stavy (1911–1982) geboren wurde. Lebensboim hingegen verließ Vater und Sohn und ging 1913 endgültig nach New York. 
Sie schrieb für verschiedene jiddische Zeitungen wie Di Naye Velt, Fraye Arbeter Shtime, Nay Yidish, In Zikh, Di Tsukunft, legte sich aber auf keines der von ihnen repräsentierten politischen Programme fest. Sie heiratete nun den Journalisten Hirsh Leib Gordon, auch diese Beziehung löste sich bald wieder auf, als Gordon 1917 zum Kriegsdienst nach Europa geschickt wurde. Sie hatte ab 1919 eine Beziehung mit dem jiddischen Schriftsteller Reuben Iceland, einem der Gründer der Literatengruppe Di Yunge, der sie ermutigte, Gedichte zu schreiben und in Zeitungen zu platzieren. Seit dieser Zeit nannte sie sich Anna Margolin. Icelands Betrachtung Fun Unzer Frillig (1954) enthält eine biografische Reminiszenz an Margolin. Sie wurde 1920 Redaktionsmitglied der Tageszeitung Der Tog und hatte darin die wöchentliche Kolumne In der Froyen Velt, in der sie sich auch für das Frauenwahlrecht einsetzte.
Im Jahr 1923 gab Margolin eine Anthologie jiddischer Gegenwartslyrik unter dem Titel Dos Yidishe Lid in Amerika heraus, eigene Gedichte nahm sie darin nicht auf. 1929 erschien ihre einzige Gedichtsammlung unter dem Titel Lider. Danach veröffentlichte sie, zuletzt 1932, verstreut sechs weitere Gedichte. Margolin dichtete noch, gab aber nichts mehr aus den Händen. Sie litt zunehmend an Depressionen und führte ab dem 50. Lebensjahr ein Einsiedlerdasein.

## Werke
- (Hrsg.): Dos Yidishe Lid in Amerika—1923: Antologye. New York: N.p., 1923
- Lider. New York: Orion Press, 1929
  - Abraham Novershtern (Hrsg.): Anna Margolin: Poems. Jerusalem : Magnes, 1991, darin das Vorwort ‘Who Would Have Believed that a Bronze Statue Can Weep?’: The Poetry of Anna Margolin.
  - Drunk From the Bitter Truth: The Poems of Anna Margolin. Übersetzung Shirley Kumove. New York: SUNY Press, 2005
  - Anna Margolin, in: Peter Comans (Übersetzer und Herausgeber): Splitter von Licht und Nacht : jiddische Gedichte. Frankfurt : Campus, 2013, S. 20–75 (enthält 27 Gedichte, jeweils jiddisch in Transkription und in deutscher Übersetzung)